# 1727 en littérature
| Années de la littérature : 1724 - 1725 - 1726 - 1727 - 1728 - 1729 - 1730    |
| Décennies de la littérature : 1690 - 1700 - 1710 - 1720 - 1730 - 1740 - 1750 |

Cet article présente les faits marquants de l'année 1727 en littérature.

## Événements
- 20 novembre : le poète anglais Richard Savage est arrêté pour le meurtre de James Sinclair dans une taverne[1].

## Parutions
- Évrard Titon du Tillet, Description du Parnasse françois, Paris, Jean-Baptiste Coignard fils, 1727 (présentation en ligne).
- Cadwallader Colden, The History of the Five Indian Nations (en), New York, William Bradford, 1727 (présentation en ligne).

## Naissances
- 7 mars : André Morellet, homme d'Église, écrivain, encyclopédiste et traducteur français († 12 janvier 1819).